# Nicola Curtin
Nicola Curtin (* 1954 in Liverpool) ist eine britische Krebsforscherin, die als Professorin für experimentelle Krebstherapeutika an der Universität Newcastle arbeitet.
Bekannt wurde Nicola Curtin für ihre Rolle bei der Entwicklung eines der ersten Krebsmedikamente, das spezifische molekulare Eigenschaften der Krebszellen ausnutzt, des PARP-Inhibitors Rucaparib.

## Lebenslauf
Nicola Curtin wurde 1954 in Liverpool als Tochter des Bauunternehmers Bill Curtin und seiner Frau Ella geboren. 1975 schloss sie ihr Biologie-Studium an der Universität York mit dem Bachelor ab. Ihren Master schloss sie 1977 an der Universität Manchester ab. Danach machte sie ihre Doktorarbeit an der Universität Surrey im Bereich Leberzellkarzinogenese. Nach Abschluss ihrer Doktorarbeit 1982 unternahm sie eine ausgedehnte Reise nach Indien und Südostasien. Anschließend begann sie mit ihrer Arbeit an der Universität Newcastle. Im selben Jahr, in dem ihre Tochter Helen geboren wurde, 1990, wurde sie Mitglied einer neuen Forschungsgruppe zur Entdeckung von Medikamenten unter der Leitung von Hilary Calvert. Dort begann sie mit ihrer Forschung zu PARP-Inhibitoren, deren Ergebnisse sie 2005 zusammen mit Thomas Helleday in Nature publizierte und patentieren ließ. Diese Ergebnisse bildeten die Grundlage für die Entwicklung von PARP-Inhibitoren als Medikamente gegen Krebs. Nach ihrer Veröffentlichung wurde sie zur Professorin für experimentelle Krebstherapeutika an der Universität Newcastle ernannt. 2019 verkaufte die Universität Newcastle das Patent für den PARP-Inhibitor Rupacarib für 31 Millionen Pfund. Nicola Curtin nutzte ihren Anteil der Tantiemen von 865.000 Pfund, um eine gemeinnützige Stiftung, die Curtin PARP (Passionate About Realising your Potential) Stiftung, zu gründen.

## Forschung
Nicola Curtin untersucht die Rolle von PARP-Inhibitoren in DNS – Reparaturprozessen in menschlichen Zellen. Das von ihr untersuchte Enzym Poly(ADP-Ribose)-Polymerase (PARP) ist an der Reparatur von Einzelstrangbrüchen in der DNS-Doppelhelix beteiligt. Durch die Hemmung von PARP durch PARP-Inhibitoren, wie Rucaparib wird dieser Prozess verlangsamt. Wenn die DNS in Tumorzellen durch Bestrahlung oder Chemotherapie beschädigt wird, stoppt der gleichzeitige Einsatz von PARP-Inhibitoren die Reparatur der DNS in den beschädigten Tumorzellen. PARP-Inhibitoren sind besonders schädlich für Tumorzellen mit Mutationen im BRCA1 und BRCA2 Gen.

## Auszeichnungen
Für ihre Forschungsarbeit wurde Nicola Curtin mehrfach ausgezeichnet. 2021 erhielt sie den Robert R. Ruffolo Career Achievement Award der Amerikanischen Gesellschaft für Pharmakologie und experimentelle Therapeutika. Als erste Frau wurde ihr 2023 die Heatley Medaille der britischen Biochemical Society verliehen. Außerdem wurde sie als Alumna des Jahres 2023 der Universität Surrey ausgewählt.